# عصوية ذهبية يونغينية
عصوية ذهبية يونغينية (الاسم العلمي: Chryseobacterium yonginense) هي نوع من البكتيريا، سلبية الغرام، تتبع جنس عصوية ذهبية.